# Mb-microtec
mb-microtecはスイスの腕時計メーカーである。ルミネセンス放射の研究によって、ガス状のトリチウム光源による"trigalight"システムを開発した。これは、微小なガラス管内にわずかなトリチウムガスが封入されており、トリチウムから放射される電子が内面に塗布された燐光物質に吸収されることで燐光による冷光を発するものである。この燐光による発光システムを用いたミリタリーウォッチの製品シリーズ"Traser"などを製造販売している。